# Выонг Динь Хюэ
Выонг Динь Хюэ (вьет. Vuơng Đình Huệ; род. 15 марта 1957, Нгеан) — вьетнамский политический деятель, профессор экономики. Председатель Национального собрания Вьетнама (2021—2024). Ранее он был Министром финансов и главой Экономической комиссии ПСС (Ban Kinh tế Trung ương), консультационного агентства центрального комитета по экономической политике и стратегиям, а так же занимал должность секретаря Ханойского партийного комитета с 2020 по 2021 год. Он также является членом 10-го, 11-го и 12-го Центрального комитета Коммунистической партии Вьетнама. Кроме того, он занимал пост заместителя премьер-министра Социалистической Республики Вьетнам (2016—2020).

## Образование и карьера
Родился 15 марта 1957 года в своём родном городе в рыбацкой деревне Суанлок, община Нгисюан, уезд Нгилок, провинция Нгеан.
С сентября 1979 по 1985 год Хюэ был лектором в Университете финансов и бухгалтерского учёта. В том же году он начал обучение в магистратуре на факультете европейских исследований Университета иностранных языков Ханоя, закончив обучение в 1986 году. В период с 1986 по 1990 год он был доктором философии. Кандидат Экономического университета в Братиславе в Чехословакии.
Затем он перешёл на работу преподавателем на факультете бухгалтерского учёта Ханойского университета финансов и бухгалтерского учёта с 1991 по 1992 год, после чего он работал заместителем декана факультета бухгалтерского учёта Ханойского университета финансов и бухгалтерского учёта с октября 1992 по апрель 1994 года. Он стал деканом факультета бухгалтерского учёта, оставаясь на этой должности с мая 1994 по февраль 1999 года. Затем он стал помощником директора по обучению, должность, которую он занимал с марта 1999 по июнь 2001 года.
С июля 2001 по июнь 2006 года Хюэ занимал должность заместителя главного государственного аудитора, а с июля 2006 по август 2011 года — главного государственного аудитора. Он стал министром финансов в августе 2011 года и занимал эту должность до февраля 2013 года.
С декабря 2012 по январь 2016 года Хюэ занимал пост главы Экономической комиссии ЦК партии. После этого он стал членом Политбюро, а с января по апрель 2016 года был главой члена Политбюро, главой экономической комиссии ЦК партии. С апреля 2016 по 7 февраля 2020 года занимал должность заместителя премьер-министра, главы руководящего комитета Юго-Западного региона.
Хюэ вступил в должность секретаря парткома Ханоя 7 февраля 2020 года.